# Andrija Paleolog
Andrija Paleolog (grč. Ἀνδρέας Παλαιολόγος, Andreas Palailogos) (1453. – 1502.), morejski despot i titularni "konstantinopolski car" (lat. Imperator Constantinopolitanus), odnosno pretendent na bizantsko prijestolje.
Bio je stariji sin morejskog despota i titularnog bizantskog cara od 1453. godine, Tome Paleologa († 1465.) i kneginje Katarine Zaccaria, kćerke posljednjeg ahajskog kneza Centuriona II. Poslije pada Carigrada nastavio je živjeti s obitelji u Moreji, a njegov otac postao je vazal turskog sultana Mehmeda II. Osvajača. Iskoristivši sukob između despota Tome i njegova brata Demetrija, sultan je 1460. godine napao i zauzeo Moreju, a Andrija je s obitelji pobjegao na otok Krf, a njegov otac je odatle otišao u Italiju. Došao je u Rim tek poslije očeve smrti 1465. godine i tu se naselio uz pristanak rimskog pape.
Godine 1494. prodao je prava na bizantsku carsku krunu francuskom kralju Karlu IX., a kasnije je još jednom ista prava prodao aragonskom kralju Ferdinandu II.
| Andrija Paleolog Dinastija PaleologRođ. 1453. Umr. 1502. | |                                                                                             |
| Pretendentske titule                                     | |                                                                                             |
| prethodnik Toma Paleolog                                 | — NASLOVNA TITULA — morejski despot 1465.–1502. | prava prodana francuskom kralju Luju XII. i katoličkim monarsima Izabeli I. i Ferdinandu V. |
| prethodnik Toma Paleolog                                 | — NASLOVNA TITULA — bizantski car (nekoć "konstantinopolski car") 1465.–1502. Razlog za izostanak nasljedstva: Pad Carigrada i osmanlijsko osvajanje Bizanta | prava prodana francuskom kralju Luju XII. i katoličkim monarsima Izabeli I. i Ferdinandu V. |